# Entfernungswahrnehmung
Entfernungswahrnehmung ist die Abschätzung der Entfernung eines Objektes zum eigenen Körper. Diese Abschätzung kann mit dem Gehör geschehen, siehe Entfernungshören, oder mit den Augen, siehe Binokularsehen, oder mit den Hautsinnen. So kann zum Beispiel mit den Wärme- und Tastsensoren des eigenen Gesichts die Entfernung eines anderen Gesichts über dessen Körperwärme und die Vibrationen der Atemluft geschätzt werden. Ebenso können Erschütterungen des Erdbodens durch herannahende Schritte eine Information über die aktuelle Entfernung geben.